# Герцогство Масси і Каррари
Герцогство Масси і Каррари (італ. Ducato di Massa e Carrara) — одна з малих держав на Апеннінському півострові, яка контролювала міста Масса та Каррара в період з 1473 до 1829 року.

## Історія

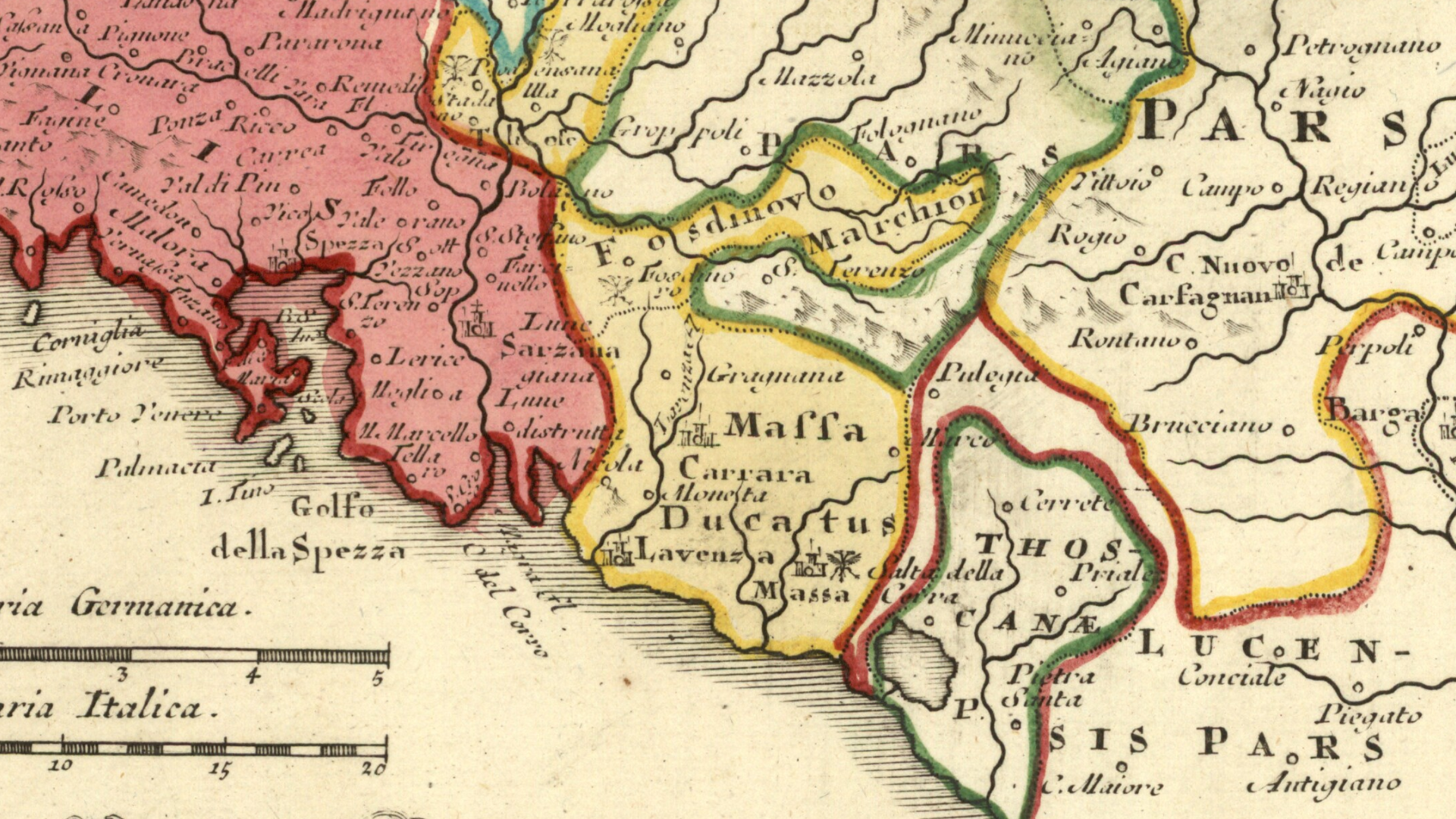

Ця територія як єдине ціле з'явилася з 22 лютого 1473 року, коли сеньйорія Каррара (що складалася з сіл Каррара, Монета і Авенца) була придбана маркграфом Масси Якопо Маласпіна. Відтоді представники роду Маласпіна стали маркграфами Масси і сеньйорами Каррари. Спочатку Маласпіни жили в Каррарі, але французьке вторгнення змусило їх перебратися в Массу.
Два покоління по тому рід Маласпіна перервався, і в 1520 році Річчарда Маласпіна, внучка Якопо і останній представник роду, вийшла заміж за Лоренцо Чібо, який по батькові був онуком папи Інокентія VIII, а по матері — Лоренцо Медичі. Їхні нащадки взяли прізвище Чібо-Маласпіна.
Період Ренесансу характеризувався розвитком скульптури, високий попит на каррарський мармур привів до економічного розквіту території. Альберіко I, побоюючись, що на неї зазіхне хто-небудь з потужних сусідів, у 1554 році вирішив стати васалом імператора Священної Римської імперії Карла V. У 1558 році сеньйорія Каррара стала маркграфством, а в 1568 році імператор Максиміліан II зробив Массу князівством.
У 1664 році Масса стала герцогством, а Каррара — князівством, і сім'я Чібо-Маласпіна стала користуватися титулами «герцоги Масси і князі Каррари».
У 1738 році останній представник роду Марія Тереза Чібо-Маласпіна вийшла заміж за Ерколе III Рінальдо Д'есте, останнього правителя Моденского герцогства. Їхня донька Марія Беатріче Д'есте стала правителем обох герцогств, якими керувала в рамках особистої унії.
У 1796 рік Естенський дім позбувся своїх володінь через вторгнення Наполеона. Анексовані території стали частиною Ціспаданської республіки, потім — Цизальпінської республіки. У наступні роки ці землі в ході боротьби між Францією і Австрією переходили з рук у руки, поки остаточно не потрапили під владу французів. У 1806 році вони увійшли до складу Князівства Лукки і Пьомбіно. Марія Беатріче була змушена жити у Відні при дворі свого чоловіка Фердинанда.
У 1815 році Віденський конгрес повернув Марії Беатріче всі її володіння. На той момент до складу герцогства Масса і Каррара входили населені пункти Масса, Каррара, Аулла, Казола-ін-Луніджана, Комано, Филаттиера, Фівіццано, Фоздиново, Ліччана-Нарді, Монтіньозо, Мулаццо, Поденцана і Трезана. Після смерті Марії Беатріче в 1829 році герцогство Масса і Каррара було анексоване Герцогством Модени і Реджо, яким правив її син Франческо IV д'Есте.

## Правителі Масса і Каррара
- Антоніо Маласпіна (1442—1445), маркграф Масси і Фоздіново
- Якопо Маласпіна (1445—1481), маркграф Масси і володар Каррари
- Альберіко II Маласпіна (1481—1519)
- Річчарда Маласпіна (1519—1546) і (1547—1553)
- Джуліо I Чібо-Маласпіна (1546—1547)
- Альберіко I Чібо-Маласпіна (1554—1623), з 1558 маркграф Масси і Каррари, з 1568 князь Масси і маркграф Каррари
- Карло I Чібо-Маласпіна (1623—1662)
- Альберіко II Чібо-Маласпіна (1662—1690), з 1664 герцог Масси і князь Каррари
- Карло II Чібо-Маласпіна (1690—1710)
- Альберіко III Чібо-Маласпіна (1710—1715)
- Альдерамо Чібо-Маласпіна (1715—1731)
- Марія Тереза Чібо-Маласпіна (1731—1790)
- Марія Беатріче Д'есте (1790—1797), герцогиня Модени, Реджо, Масса і Каррари
- у складі Циспаданской і Цизальпінської республік (1799—1806)
- Еліза Бонапарт (1806—1814)
- Марія Беатріче д'Есте (1815—1829)